# Cindy Fabre

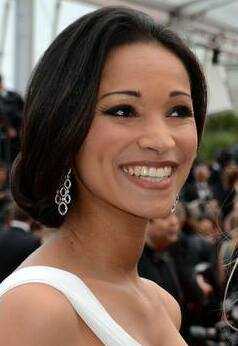
Cindy Fabre w Cannes (2013)

Cindy Fabre (ur. 1985 w Cosne-Cours-sur-Loire) – Miss Francji 2005 roku.
4 grudnia 2004 została wybrana Miss Francji. Jako reprezentantka swojego kraju brała udział w wyborach Miss Universe w maju 2005 roku.